# Onthophagus coproides
Onthophagus coproides é uma espécie de escaravelho pelotero do género Onthophagus da família Scarabaeidae da ordem Coleoptera. Foi descrita em 1881 por Horn.
Mede 11 a 14 mm. Usa os ninhos de Thomomys, Cymomys, Geomys. Encontra-se em lugares altos de montanha no sul dos Estados Unidos.